# Auguste Châtelain
Auguste Châtelain, né le 19 avril 1838 à Neuchâtel et mort le 24 novembre 1923 à St-Blaise, est un médecin aliéniste, psychiatre, professeur d'hygiène, de physiologie et d'anatomie. Il est le deuxième recteur de l'Université de Neuchâtel.

## Biographie
Auguste Châtelain est le fils de l’architecte Louis Châtelain et le frère de Léo Châtelain, lui aussi architecte. Il étudie la médecine aux Auditoires de Neuchâtel, à Berlin puis à Wurtzbourg où il obtient le titre de docteur grâce à une thèse sur la nostalgie. À son retour en Suisse, en 1862, il est nommé second médecin de la maison de santé de Préfargier, qui a ouvert ses portes en 1849, avant d'en prendre la direction en 1872, au décès de James Borrel. Lorsqu'il quitte l'établissement, en 1882, le Dr. Auguste Châtelain s'établit comme médecin à St-Blaise.
Quelques années plus tard, en 1889, il est nommé professeur ordinaire d'hygiène à l'Académie de Neuchâtel (future Université) et professeur d'hygiène à l'École supérieure des jeunes filles de Neuchâtel. En 1911, il devient le deuxième recteur de la toute jeune Université de Neuchâtel.
En accord avec les théories hygiénistes, alors très en vogue, le Dr. Auguste Châtelain met ses contemporains en garde contre le vice d'alcool et théorise la notion de dépendance. C'est dans ce contexte qu'il fonde, en partenariat avec la Ligue patriotique suisse contre l'alcoolisme, l'Asile de Pontareuse (1897). 
Historien passionné, le Dr. Auguste Châtelain est l’un des membres fondateurs de la Société d'histoire et d'archéologie de Neuchâtel qu'il préside de 1909 à 1912. À ce titre, il est membre, pendant quarante ans, du comité de rédaction de la revue Le Musée neuchâtelois dans laquelle il publie plusieurs articles. 
Membre de la Société de Belles-Lettres durant ses jeunes années, le Dr. Auguste Châtelain est resté longtemps fidèle à cette Société en présidant les Anciens-Belletriens puis en devenant président d'honneur. Il appartient aussi à la Société neuchâteloise des sciences naturelles.

## Œuvre

### Publications scientifiques (non exhaustif)
- Auguste Châtelain, Einige Betrachtungen über die Nostalgie, Würzburg, C.J. Becker, (thèse de doctorat en médecine), 1860.
- Auguste Châtelain, L'Harmonie de notre être : conseils d'hygiène, Neuchâtel, S. Delachaux; Genève,Auguste Châtelain,  J. Cherbuliez, 1864.
- Auguste Châtelain, Des erreurs et préjugés populaires en médecine, Neuchâtel, Delachaux et Sandoz, 1865.
- Auguste Châtelain, L'Alcoolisme, Neuchâtel, A.-G. Berthoud ; Paris, Libr. de la Suisse française, 1887.
- Auguste Châtelain, La Folie; causeries sur les troubles de l'esprit, Paris, Fischbacher, 1889.
- Auguste Châtelain, La Folie de J. J. Rousseau, Paris, Fischbacher, 1890.
- Auguste Châtelain, Au pays des souvenirs, Neuchâtel, Delachaux & Niestlé ; Paris, Grassart, 1891.
- Auguste Châtelain, Les Asiles pour la guérison des buveurs, Neuchâtel, Attinger frères, 1896.
- Auguste Châtelain, Alcool et alcoolisme, [Cernier], Ligue patriotique suisse contre l'alcoolisme au Val-de-Ruz, 1904.
- Auguste Châtelain, Vingt-cinq siècles de médecine, Paris, Vigot [etc.]; Neuchâtel, Attinger, [1912].
- Auguste Châtelain, Nerfs sains et nerfs malades: Hygiène du système nerveux, Lausanne; Paris, Payot & Cie, [1922].

Le Dr. Auguste Châtelain est aussi l'auteur de nombreux articles d'histoire notamment sur Louis Favre, Alfred Godet ou l'émigration suisse au 18e siècle. 

### Récits
- Auguste Châtelain, Croquis et nouvelles, Lausanne, A. Imer, F. Payot, 1887.
- Auguste Châtelain, Échos et silhouettes, Neuchâtel, Attinger, 1893.
- Auguste Châtelain, Contes du soir, Neuchâtel, Attinger, [1898].
- Auguste Châtelain, Vieille maison, Neuchâtel, Attinger, [1903].
- Auguste Châtelain, Connais-ça: nouvelles, Lausanne, Payot, [1911].
- Auguste Châtelain, Suzanne[8], Paris; Neuchâtel, Attinger, 1917.
- Auguste Châtelain, Des Alpes au Cap Nord, Neuchâtel, V. Attinger, 1923.